# Nowa Zelandia na Letnich Igrzyskach Olimpijskich 2012
Nową Zelandię na Letnich Igrzyskach Olimpijskich 2012, które odbyły się w Londynie reprezentowało 197 zawodników.
Był to dwudziesty czwarty start reprezentacji Nowej Zelandii na letnich igrzyskach olimpijskich.

## Zdobyte medale
| Medal  | Zawodnik                                                                       | Dyscyplina       | Konkurencja                                        | Rezultat     |
| ------ | ------------------------------------------------------------------------------ | ---------------- | -------------------------------------------------- | ------------ |
| Złoto  | Lisa Carrington                                                                | Kajakarstwo      | K-1 200 m kobiet                                   | 44,638 s     |
| Złoto  | Valerie Adams                                                                  | Lekkoatletyka    | pchnięcie kulą kobiet                              | 20,70 m      |
| Złoto  | Mahé Drysdale                                                                  | Wioślarstwo      | jedynki mężczyzn                                   | 6:57,82 min  |
| Złoto  | Nathan Cohen, Joseph Sullivan                                                  | Wioślarstwo      | dwójka podwójna mężczyzn                           | 6:31,67 min  |
| Złoto  | Eric Murray, Hamish Bond                                                       | Wioślarstwo      | dwójka bez sternika mężczyzn                       | 6:16,65 min  |
| Złoto  | Jo Aleh, Olivia Powrie                                                         | Żeglarstwo       | klasa 470 kobiet                                   | 35 pkt       |
| Srebro | Sarah Walker                                                                   | Kolarstwo BMX    | BMX kobiety                                        | 38,133 s     |
| Srebro | Peter Burling, Blair Tuke                                                      | Żeglarstwo       | klasa 49er                                         | 80 pkt       |
| Brąz   | Jonelle Richards, Jonathan Paget, Caroline Powell, Andrew Nicholson, Mark Todd | Jeździectwo      | WKKW drużynowo                                     | 144,40 pkt   |
| Brąz   | Simon van Velthooven                                                           | Kolarstwo torowe | Keirin mężczyzn                                    |              |
| Brąz   | Sam Bewley, Westley Gough, Marc Ryan, Jesse Sergent                            | Kolarstwo torowe | wyścig na 4000 m na dochodzenie drużynowy mężczyzn | 3:55,952 min |
| Brąz   | Storm Uru, Peter Taylor                                                        | Wioślarstwo      | dwójka podwójna wagi lekkiej mężczyzn              | 6:40,86 min  |
| Brąz   | Juliette Haigh, Rebecca Scown                                                  | Wioślarstwo      | dwójka bez sternika kobiet                         | 7:30,19 min  |

### Boks
Kobiety
| Zawodnik         | Konkurencja | 1/8                  | Ćwierćfinał         | Półfinał         | Finał            | Finał   |
| Zawodnik         | Konkurencja | Przeciwnik Wynik     | Przeciwnik Wynik    | Przeciwnik Wynik | Przeciwnik Wynik | Miejsce |
| ---------------- | ----------- | -------------------- | ------------------- | ---------------- | ---------------- | ------- |
| Siona Fernandez  | 51 kg       | Stojka Petrowa 11-23 | → Nie awansowała    | → Nie awansowała | → Nie awansowała | 9.      |
| Alexis Pritchard | 60 kg       | Rim Jouini 15-10     | Sofja Oczigawa 4-22 | → Nie awansowała | → Nie awansowała | 5.      |

### Hokej na trawie
Mężczyźni
Reprezentacja Nowej Zelandii brała udział w rozgrywkach grupy B turnieju olimpijskiego zajmując w niej piąte miejsce i nie awansując do półfinału. W meczu o 9. miejsce pokonała reprezentację Argentyny zajmując w turnieju 9. miejsce.
Skład kadry:
| - Dean Couzins - Kyle Pontifex - Nick Haig - Andy Hayward - Blair Hopping - Brad Shaw - Richard Petherick - Simon Child |  | - Stephen Jenness - Hugo Inglis - Nick Wilson - Blair Hilton - Ryan Archibald - Phil Burrows - Shea McAleese - Steven Edwards |

Grupa B
| Drużyna          | M | Mecze | Mecze | Mecze | Bramki | Bramki | Bramki | Pkt |
| Drużyna          | M | W     | R     | P     | +      | –      | +/−    | Pkt |
| ---------------- | - | ----- | ----- | ----- | ------ | ------ | ------ | --- |
| Holandia         | 5 | 5     | 0     | 0     | 18     | 7      | +11    | 15  |
| Niemcy           | 5 | 3     | 1     | 1     | 14     | 11     | +3     | 10  |
| Belgia           | 5 | 2     | 1     | 2     | 8      | 7      | +1     | 7   |
| Korea Południowa | 5 | 2     | 0     | 3     | 9      | 8      | +1     | 6   |
| Nowa Zelandia    | 5 | 1     | 2     | 2     | 10     | 14     | -4     | 5   |
| Indie            | 5 | 0     | 0     | 5     | 6      | 18     | -12    | 0   |

Rozgrywki grupowe
30 lipca 2012
| Korea Południowa | 2:0 | Nowa Zelandia |

1 sierpnia 2012
| Nowa Zelandia | 3:1 | Indie |

3 sierpnia 2012
| Holandia | 5:1 | Nowa Zelandia |

5 sierpnia 2012
| Nowa Zelandia | 1:1 | Belgia |

7 sierpnia 2012
| Niemcy | 5:5 | Nowa Zelandia |

Mecz o 9. miejsce
| 9 sierpnia 20128:30 WET | Argentyna                         | 1:3 | Nowa Zelandia                                                |  |
| 9 sierpnia 20128:30 WET | Pedro Ibarra 58' (kar.)           | 1:3 | 3' Stephen Jenness 20' Richard Petherick 28' Nicholas Wilson |  |
| 9 sierpnia 20128:30 WET | Matias Vila 34' · Lucas Rossi 34' | 1:3 | 5' Shaw Bradley · 35' Dean Couzins · 65' Facundo Callioni    |  |

Kobiety
Reprezentacja Nowej Zelandii brała udział w rozgrywkach grupy B turnieju olimpijskiego zajmując w niej drugie miejsce i awansując do półfinału. W półfinale uległa po dogrywce reprezentacji Holandii. W meczu o brązowy medal przegrała z reprezentacją Wielkiej Brytanii zajmując ostatecznie 4. miejsce.
Skład kadry:
| - Kayla Sharland - Emily Naylor - Krystal Forgesson - Katie Glynn - Alana Millington - Ella Gunson - Sam Charlton - Clarissa Eshuis |  | - Sam Harrison - Cathryn Finlayson - Gemma Flynn - Charlotte Harrison - Melody Cooper - Bianca Russell - Stacey Michelson - Anita Punt |

Grupa B
| Drużyna           | M | Mecze | Mecze | Mecze | Bramki | Bramki | Bramki | Pkt |
| Drużyna           | M | W     | R     | P     | +      | –      | +/−    | Pkt |
| ----------------- | - | ----- | ----- | ----- | ------ | ------ | ------ | --- |
| Argentyna         | 5 | 3     | 1     | 1     | 12     | 4      | +8     | 10  |
| Nowa Zelandia     | 5 | 3     | 1     | 1     | 9      | 5      | +4     | 10  |
| Australia         | 5 | 3     | 1     | 1     | 5      | 2      | +3     | 10  |
| Niemcy            | 5 | 2     | 1     | 2     | 6      | 7      | -1     | 7   |
| Południowa Afryka | 5 | 1     | 0     | 4     | 9      | 14     | -5     | 3   |
| Stany Zjednoczone | 5 | 1     | 0     | 4     | 4      | 13     | -9     | 3   |

Rozgrywki grupowe
29 lipca 2012
| Nowa Zelandia | 1:0 | Australia |

31 lipca 2012
| Południowa Afryka | 1:4 | Nowa Zelandia |

1 sierpnia 2012
| Nowa Zelandia | 1:2 | Argentyna |

3 sierpnia 2012
| Stany Zjednoczone | 2:3 | Nowa Zelandia |

5 sierpnia 2012
| Nowa Zelandia | 0:0 | Niemcy |

Półfinał
| 8 sierpnia 201215:30 WET | Holandia                              | 2:2 (pd.)   | Nowa Zelandia                                  |  |
| 8 sierpnia 201215:30 WET | Maartje Paumen 31' (kar.), 52' (kar.) | 2:2 (pd.)   | 6' (kar.) Kayla Sharland 48' Krystal Forgesson |  |
| 8 sierpnia 201215:30 WET | Margot van Geffen 27'                 | 2:2 (pd.)   | 78' Gemma Flynn                                |  |
| 8 sierpnia 201215:30 WET | Naomi As Eva de Goede Ellen Hoog      | Rzuty karne | Stacey Michelsen                               |  |

Mecz o 3 miejsce
| 10 sierpnia 201215:30 WET | Nowa Zelandia               | 1:3 | Wielka Brytania                                                         |  |
| 10 sierpnia 201215:30 WET | Stacey Michelsen 67' (kar.) | 1:3 | 44' (kar.) Alex Danson 58' (kar.) Crista Cullen 62' (kar.) Sarah Thomas |  |

### Jeździectwo
Ujeżdżenie
| Zawodnik    | Konkurencja              | Grand Prix | Grand Prix | Grand Prix Special | Grand Prix Special | Finał            | Finał |
| Zawodnik    | Konkurencja              | Wynik      | Poz.       | Wynik              | Poz.               | Wynik            | Poz.  |
| ----------- | ------------------------ | ---------- | ---------- | ------------------ | ------------------ | ---------------- | ----- |
| Louisa Hill | Ujeżdżenie indywidualnie | 65,258     | 48.        | → Nie awansowała   | → Nie awansowała   | → Nie awansowała | 48.   |

WKKW
| Zawodnik                                                               | Koń             | Konkurencja   | Ujeżdżenie | Ujeżdżenie | Cross-country | Cross-country | Skoki        | Skoki        | Skoki            | Skoki            | Łącznie | Łącznie |
| Zawodnik                                                               | Koń             | Konkurencja   | Ujeżdżenie | Ujeżdżenie | Cross-country | Cross-country | Kwalifikacje | Kwalifikacje | Finał            | Finał            | Łącznie | Łącznie |
| Zawodnik                                                               | Koń             | Konkurencja   | Kary       | Miejsce    | Kary          | Miejsce       | Kary         | Miejsce      | Kary             | Miejsce          | Kary    | Miejsce |
| ---------------------------------------------------------------------- | --------------- | ------------- | ---------- | ---------- | ------------- | ------------- | ------------ | ------------ | ---------------- | ---------------- | ------- | ------- |
| Andrew Nicholson                                                       | Nereo           | indywidualnie | 45,00      | 21.        | 0,00          | 9.            | 0,00         | 6.           | 4,00             | 4.               | 49,00   | 4.      |
| Jock Paget                                                             | Clifton Promise | indywidualnie | 44,10      | 17.        | 4,80          | 14.           | 4,00         | 13.          | 1,00             | 10.              | 53,90   | 10.     |
| Caroline Powell                                                        | Lenamore        | indywidualnie | 52,20      | 43.        | 1,60          | 24.           | 4,00         | 23.          | → Nie awansowała | → Nie awansowała | 57,80   | 23.     |
| Jonelle Richards                                                       | Flintstar       | indywidualnie | 56,70      | 55.        | 6,00          | 31.           | 9,00         | 30.          | → Nie awansowała | → Nie awansowała | 71,70   | 30.     |
| Mark Todd                                                              | Campino         | indywidualnie | 39,10      | 3.         | 0,40          | 3.            | 7,00         | 7.           | 8,00             | 12.              | 54,50   | 12.     |
| Andrew Nicholson Jock Paget Caroline Powell Jonelle Richards Mark Todd | Patrz wyżej     | drużynowo     | 128,20     | 4.         | 5,20          | 4.            |              |              | 11               | 3.               | 144,40  | brąz    |

### Judo
Kobiety
| Zawodniczka       | Konkurencja | 1/16                         | 1/8                 | Ćwierćfinał         | Półfinał            | Pierwsza runda repasaży | Półfinał repasaży   | Finał               | Finał   |
| Zawodniczka       | Konkurencja | Przeciwniczka Wynik          | Przeciwniczka Wynik | Przeciwniczka Wynik | Przeciwniczka Wynik | Przeciwniczka Wynik     | Przeciwniczka Wynik | Przeciwniczka Wynik | Pozycja |
| ----------------- | ----------- | ---------------------------- | ------------------- | ------------------- | ------------------- | ----------------------- | ------------------- | ------------------- | ------- |
| Moira De Villiers | −70 kg      | Kerstin Thiele P 0002 – 0010 | → Nie awansowała    | → Nie awansowała    | → Nie awansowała    | → Nie awansowała        | → Nie awansowała    | → Nie awansowała    | 17.     |

### Kajakarstwo

#### Kajakarstwo górskie
Mężczyźni
| Zawodnik    | Konkurencja | Preeliminacje | Preeliminacje | Preeliminacje | Preeliminacje | Preeliminacje | Preeliminacje | Półfinał | Półfinał | Finał           | Finał           | Łącznie | Miejsce |
| Zawodnik    | Konkurencja | Zjazd 1       | Miejsce       | Zjazd 2       | Miejsce       | Łącznie       | Miejsce       | Czas     | Miejsce  | Czas            | Miejsce         | Łącznie | Miejsce |
| ----------- | ----------- | ------------- | ------------- | ------------- | ------------- | ------------- | ------------- | -------- | -------- | --------------- | --------------- | ------- | ------- |
| Mike Dawson | K-1         | 90,90         | 8.            | 88,58         | 6.            | 88,58         | 8.            | 207,63   | 15.      | → Nie awansował | → Nie awansował | 207,63  | 15.     |

Kobiety
| Zawodnik    | Konkurencja | Preeliminacje | Preeliminacje | Preeliminacje | Preeliminacje | Preeliminacje | Preeliminacje | Półfinał | Półfinał | Finał            | Finał            | Łącznie | Miejsce |
| Zawodnik    | Konkurencja | Zjazd 1       | Miejsce       | Zjazd 2       | Miejsce       | Łącznie       | Miejsce       | Czas     | Miejsce  | Czas             | Miejsce          | Łącznie | Miejsce |
| ----------- | ----------- | ------------- | ------------- | ------------- | ------------- | ------------- | ------------- | -------- | -------- | ---------------- | ---------------- | ------- | ------- |
| Luuka Jones | K-1         | 109,23        | 10.           | 258,69        | 20.           | 109,23        | 15.           | 121,41   | 14.      | → Nie awansowała | → Nie awansowała | 121,41  | 14.     |

#### Kajakarstwo klasyczne
Mężczyźni
| Zawodnik                          | Konkurencja | Eliminacje | Eliminacje | Półfinał | Półfinał | Finał    | Finał   | Pozycja |
| Zawodnik                          | Konkurencja | Czas       | Miejsce    | Czas     | Miejsce  | Czas     | Miejsce | Pozycja |
| --------------------------------- | ----------- | ---------- | ---------- | -------- | -------- | -------- | ------- | ------- |
| Ben Fuohy                         | K-1 1000 m  | 3:35,610   | 2.         | 3:32,572 | 6.       | 3:34.710 | 6.(B)   | 14.     |
| Steven Ferguson Darryl Fitzgerald | K-2 1000 m  | 3:16,608   | 4.         | 3:15,307 | 3.       | 3:12,117 | 7.(A)   | 7.      |

Kobiety
| Zawodnik                    | Konkurencja | Eliminacje | Eliminacje | Półfinał | Półfinał | Finał    | Finał   | Pozycja |
| Zawodnik                    | Konkurencja | Czas       | Miejsce    | Czas     | Miejsce  | Czas     | Miejsce | Pozycja |
| --------------------------- | ----------- | ---------- | ---------- | -------- | -------- | -------- | ------- | ------- |
| Lisa Carrington             | K-1 200 m   | 41,401     | 2.         | 40,528   | 1.       | 44,638   | 1.(A)   | złoto   |
| Teneale Hatton              | K-1 500 m   | 1:56,741   | 6.         | 1:54,504 | 5.       | 1:56,103 | 7.(B)   | 15.     |
| Lisa Carrington Erin Taylor | K-2 500 m   | 1:44,870   | 3.         | 1:42,764 | 4.       | 1:46.290 | 7.(A)   | 7.      |

### Kolarstwo

#### Kolarstwo BMX
Mężczyźni
| Zawodnik     | Konkurencja | Eliminacje | Eliminacje | Ćwierćfinał | Ćwierćfinał | Półfinał        | Półfinał        | Finał           | Finał           |
| Zawodnik     | Konkurencja | Wynik      | Miejsce    | Wynik       | Miejsce     | Wynik           | Miejsce         | Wynik           | Miejsce         |
| ------------ | ----------- | ---------- | ---------- | ----------- | ----------- | --------------- | --------------- | --------------- | --------------- |
| Kurt Pickard | BMX         | 39,057     | 16.        | 31          | 28.         | → Nie awansował | → Nie awansował | → Nie awansował | → Nie awansował |
| Marc Willers | BMX         | 38,687     | 10.        | 4           | 3.          | 26.             | 16.             | → Nie awansował | → Nie awansował |

Kobiety
| Zawodnik     | Konkurencja | Eliminacje | Eliminacje | Półfinał | Półfinał | Finał  | Finał   |
| Zawodnik     | Konkurencja | Wynik      | Miejsce    | Wynik    | Miejsce  | Wynik  | Miejsce |
| ------------ | ----------- | ---------- | ---------- | -------- | -------- | ------ | ------- |
| Sarah Walker | BMX         | 38,644     | 2.         | 12       | 6.       | 38,133 | srebro  |

#### Kolarstwo górskie
Mężczyźni
| Zawodnik   | Konkurencja          | Czas                    | Miejsce                 |
| ---------- | -------------------- | ----------------------- | ----------------------- |
| Sam Bewley | Wyścig cross-country | → Nie stanął na starcie | → Nie stanął na starcie |

Kobiety
| Zawodnik     | Konkurencja          | Czas    | Miejsce |
| ------------ | -------------------- | ------- | ------- |
| Karen Hanlen | Wyścig cross-country | 1:37:54 | 18.     |

#### Kolarstwo szosowe
Mężczyźni
| Zawodnik       | Konkurencja                | Czas                   | Miejsce                |
| -------------- | -------------------------- | ---------------------- | ---------------------- |
| Greg Henderson | Wyścig ze startu wspólnego | → Nie ukończył wyścigu | → Nie ukończył wyścigu |
| Jack Bauer     | Wyścig ze startu wspólnego | 5:46:05                | 10.                    |
| Jack Bauer     | Jazda indywidualna na czas | 54;54,16               | 19.                    |

Kobiety
| Zawodnik        | Konkurencja                | Czas     | Miejsce |
| --------------- | -------------------------- | -------- | ------- |
| Linda Villumsen | Wyścig ze startu wspólnego | 3:35;56  | 18.     |
| Linda Villumsen | Jazda indywidualna na czas | 37:59,18 | 4.      |

#### Kolarstwo torowe
Mężczyźni
| Zawodnik                                          | Konkurencja      | Kwalifikacje | Kwalifikacje | Runda 1          | Repasaże        | Ćwierćfinały    | Półfinały       | Finał           | Finał   |
| Zawodnik                                          | Konkurencja      | Czas         | Miejsce      | Przeciwnik Czas  | Przeciwnik Czas | Przeciwnik Czas | Przeciwnik Czas | Przeciwnik Czas | Pozycja |
| ------------------------------------------------- | ---------------- | ------------ | ------------ | ---------------- | --------------- | --------------- | --------------- | --------------- | ------- |
| Eddie Dawkins                                     | Sprint           | 10,201       | 9.           | Njisane Phillip  | Hersony Canelón | → Nie awansował | → Nie awansował | → Nie awansował | 14.     |
| Eddie Dawkins Ethan Mitchell Simon van Velthooven | Sprint drużynowy | 44,175       | 7.           | Francja · 43,495 |                 |                 |                 |                 | 5.      |

| Zawodnicy                                                   | Konkurencja                     | Kwalifikacje | Kwalifikacje | Półfinał             | Półfinał | Finał            | Finał   |
| Zawodnicy                                                   | Konkurencja                     | Czas         | Miejsce      | Przeciwnik Wynik     | Miejsce  | Przeciwnik Wynik | Miejsce |
| ----------------------------------------------------------- | ------------------------------- | ------------ | ------------ | -------------------- | -------- | ---------------- | ------- |
| Sam Bewley Aaron Gate Westley Gough Marc Ryan Jesse Sergent | Wyścig drużynowy na dochodzenie | 3:57,607     | 3.           | Australia · 3;56,442 | 3.       | Rosja · 3:55,952 | brąz    |

| Zawodnik             | Konkurencja | Runda 1 | Repesaż | Runda 2 | Finał   |
| Zawodnik             | Konkurencja | Pozycja | Pozycja | Pozycja | Pozycja |
| -------------------- | ----------- | ------- | ------- | ------- | ------- |
| Simon van Velthooven | Keirin      | 2.      |         | 2.      | brąz    |

| Zawodnik       | Konkurencja | Start lotny | Start lotny | Wyścig punktowy | Wyścig punktowy | Wyścig eliminacyjny | Wyścig na dochodzenie | Wyścig na dochodzenie | Scratch | Wyścig na 1000 m | Wyścig na 1000 m | Suma punktów | Miejsce |
| Zawodnik       | Konkurencja | Czas        | Miejsce     | Punkty          | Miejsce         | Miejsce             | Przeciwnik Wynik      | Miejsce               | Miejsce | Czas             | Miejsce          | Suma punktów | Miejsce |
| -------------- | ----------- | ----------- | ----------- | --------------- | --------------- | ------------------- | --------------------- | --------------------- | ------- | ---------------- | ---------------- | ------------ | ------- |
| Shane Archbold | Omnium      | 13,112      | 2.          | 3               | 14.             | 6.                  | 4:26,581              | 6.                    | 13.     | 1;03,290         | 6.               | 48           | 7.      |

Kobiety
| Zawodnik       | Konkurencja | Kwalifikacje | Kwalifikacje | Runda 1         | Repasaże                                     | Runda 2         | Repasaże                       | Ćwierćfinały     | Półfinały        | Finał            | Finał   |
| Zawodnik       | Konkurencja | Czas         | Miejsce      | Przeciwnik Czas | Przeciwnik Czas                              | Przeciwnik Czas | Przeciwnik Czas                | Przeciwnik Czas  | Przeciwnik Czas  | Przeciwnik Czas  | Pozycja |
| -------------- | ----------- | ------------ | ------------ | --------------- | -------------------------------------------- | --------------- | ------------------------------ | ---------------- | ---------------- | ---------------- | ------- |
| Natasha Hansen | Sprint      | 11,241       | 9.           | Lubow Szulika   | Juliana Gaviria Jekatierina Gnidienko 11,882 | Guo Shuang      | Olga Panarina Monique Sullivan | → Nie awansowała | → Nie awansowała | → Nie awansowała | 12.     |

| Zawodnicy                                | Konkurencja                     | Kwalifikacje | Kwalifikacje | Półfinał            | Półfinał | Finał               | Finał   |
| Zawodnicy                                | Konkurencja                     | Czas         | Miejsce      | Przeciwnik Wynik    | Miejsce  | Przeciwnik Wynik    | Miejsce |
| ---------------------------------------- | ------------------------------- | ------------ | ------------ | ------------------- | -------- | ------------------- | ------- |
| Lauren Ellis Jaime Nielsen Alison Shanks | Wyścig na dochodzenie drużynowy | 3:20,421     | 5.           | Białoruś · 3:18,514 | 5.       | Holandia · 3:19,351 | 5.      |

| Zawodnik       | Konkurencja | Runda 1 | Repesaż | Runda 2 | Finał   |
| Zawodnik       | Konkurencja | Pozycja | Pozycja | Pozycja | Pozycja |
| -------------- | ----------- | ------- | ------- | ------- | ------- |
| Natasha Hansen | Keirin      | 3.      | 2.      | 5.      | 11.     |

| Zawodnik       | Konkurencja | Start lotny | Start lotny | Wyścig punktowy | Wyścig punktowy | Wyścig eliminacyjny | Wyścig na dochodzenie | Wyścig na dochodzenie | Scratch | Wyścig na 1000 m | Wyścig na 1000 m | Suma punktów | Miejsce |
| Zawodnik       | Konkurencja | Czas        | Miejsce     | Punkty          | Miejsce         | Miejsce             | Przeciwnik Wynik      | Miejsce               | Miejsce | Czas             | Miejsce          | Suma punktów | Miejsce |
| -------------- | ----------- | ----------- | ----------- | --------------- | --------------- | ------------------- | --------------------- | --------------------- | ------- | ---------------- | ---------------- | ------------ | ------- |
| Jo Kiesanowski | Omnium      | 14,924      | 16.         | 22              | 7.              | 7.                  | 3:44,971              | 11.                   | 7.      | 36,360           | 7.               | 55           | 7.      |

### Lekkoatletyka
W każdej konkurencji mogą zakwalifikować się maksymalnie 3 osoby z minimum A oraz jedna z minimum B.
Mężczyźni
| Zawodnik    | Konkurencja   | Eliminacje | Eliminacje | Półfinał | Półfinał | Finał   | Finał   |
| Zawodnik    | Konkurencja   | Wynik      | Miejsce    | Wynik    | Miejsce  | Wynik   | Miejsce |
| ----------- | ------------- | ---------- | ---------- | -------- | -------- | ------- | ------- |
| Quentin Rew | chód na 50 km |            |            |          |          | 3:55:03 | 30.     |
| Nick Willis | 1500 m        | 3:40,92    | 1.         | 3:34,70  | 3.       | 3:36,94 | 9.      |

| Zawodnik        | Konkurencja    | Kwalifikacje | Kwalifikacje | Finał    | Finał   |
| Zawodnik        | Konkurencja    | Rezultat     | Miejsce      | Rezultat | Miejsce |
| --------------- | -------------- | ------------ | ------------ | -------- | ------- |
| Stuart Farquhar | rzut oszczepem | 82,32        | 6.           | 80,22    | 9.      |
| Brent Newdick   | dziesięciobój  |              |              | 7988     | 12.     |

Kobiety
| Zawodnik       | Konkurencja | Eliminacje | Eliminacje | Półfinał | Półfinał | Finał            | Finał            |
| Zawodnik       | Konkurencja | Wynik      | Miejsce    | Wynik    | Miejsce  | Wynik            | Miejsce          |
| -------------- | ----------- | ---------- | ---------- | -------- | -------- | ---------------- | ---------------- |
| Kim Smith      | maraton     |            |            |          |          | 2:26:59          | 15.              |
| Lucy van Dalen | 1500 m      | 4:07,04    | 8.         | 4:06,97  | 11.      | → Nie awansowała | → Nie awansowała |

| Zawodnik      | Konkurencja    | Kwalifikacje | Kwalifikacje | Finał    | Finał   |
| Zawodnik      | Konkurencja    | Rezultat     | Miejsce      | Rezultat | Miejsce |
| ------------- | -------------- | ------------ | ------------ | -------- | ------- |
| Valerie Adams | pchnięcie kulą | 20,40        | 1.           | 20,70    | złoto   |
| Sarah Cowley  | siedmiobój     |              |              | 5873     | 26.     |

### Piłka nożna

#### Turniej mężczyzn
- Reprezentacja Nowej Zelandii w piłce nożnej mężczyzn:
  - Jake Gleeson, Tim Payne, Ian Hogg, Tim Myers, Tommy Smith, Ryan Nelsen, Kosta Barbarouses, Michael McGlinchey, Shane Smeltz, Chris Wood, Marco Rojas, Adam Thomas, Alex Feneridis, James Musa, Cameron Howieson, Dakota Lucas, Adam McGeorge, Michael O’Keeffe

Grupa C
| Drużyna       | M | W | R | P | G+ | G- | G= | Pkt |
| ------------- | - | - | - | - | -- | -- | -- | --- |
| Brazylia      | 3 | 3 | 0 | 0 | 9  | 3  | +6 | 9   |
| Egipt         | 3 | 1 | 1 | 1 | 6  | 5  | +1 | 4   |
| Białoruś      | 3 | 1 | 0 | 2 | 3  | 6  | -3 | 3   |
| Nowa Zelandia | 3 | 0 | 1 | 2 | 1  | 5  | -4 | 1   |

| 26 lipca 2012 19:45 | Białoruś · Dzmitryj Baha 45' | 1:0(1:0)Raport | Nowa Zelandia | Ricoh Arena, Coventry Sędzia: Bakary Gassama (Gambia) |
|                     |                              |                |               |                                                       |

| 29 lipca 2012 12:00 | Egipt · Mohamed Salah 40' | 1:1(1:1)Raport | Nowa Zelandia · 17' Chris Wood | Old Trafford, Manchester Sędzia: Mark Clattenburg |
|                     |                           |                |                                |                                                   |

| 1 sierpnia 2012 14:30 | Brazylia · Danilo 23' · Leandro Damiao 29' · Sandro 52' | 3:0(2:0)Raport | Nowa Zelandia | St James’ Park, Newcastle Sędzia: Bakary Gassama |
|                       |                                                         |                |               |                                                  |

#### Turniej kobiet
- Reprezentacja Nowej Zelandii w piłce nożnej kobiet:
  - Rebecca Smith, Jenny Bindon, Sarah Gregorius, Anna Green, Abby Erceg, Betsy Hassett, Amber Hearn, Kristy Hill, Katie Hoyle, Annalie Longo, Hayley Moorwood, Ria Percival, Ali Riley, Rebecca Rolls, Rebekah Stott, Rosie White, Hannah Wilkinson, Kirsty Yallop

Grupa E
| Zespół          | M | Z | R | P | GZ | GS | GR  | Pkt |
| --------------- | - | - | - | - | -- | -- | --- | --- |
| Brazylia        | 3 | 3 | 0 | 0 | 5  | 0  | +5  | 9   |
| Wielka Brytania | 3 | 2 | 0 | 0 | 6  | 0  | +5  | 6   |
| Nowa Zelandia   | 3 | 1 | 0 | 2 | 3  | 3  | 0   | 3   |
| Kamerun         | 3 | 0 | 0 | 3 | 1  | 11 | −10 | 0   |

| 25 lipca 2012 17:00 CET | Wielka Brytania · Stephanie Houghton 63' | 1:0(0:0)Raport | Nowa Zelandia | Millennium Stadium, Cardiff Widzów: 24445 Sędzia: Kari Seitz |
|                         |                                          |                |               |                                                              |

| 28 lipca 2012 14:30 | Nowa Zelandia | 0:1(0:0) | Brazylia · Cristiane 86' | Millennium Stadium, Cardiff Widzów: 30103 Sędzia: Bibiana Steinhaus |
|                     |               |          |                          |                                                                     |

| 31 lipca 2012 19:45 | Nowa Zelandia · Rebecca Smith 43' · Ysis Sonkeng 49' (sam.) · Gregorius 62' | 3:1(1:0)Report | Kamerun · Gabrielle Onguene 75' | Ricoh Arena, Coventry Widzów: 11 425 Sędzia: Christina Pedersen |
|                     |                                                                             |                |                                 |                                                                 |

### Pływanie
Mężczyźni
| Zawodnik                                                         | Konkurencja        | Eliminacje | Eliminacje | Półfinał        | Półfinał        | Finał            | Finał            |
| Zawodnik                                                         | Konkurencja        | Czas       | Miejsce    | Czas            | Miejsce         | Czas             | Miejsce          |
| ---------------------------------------------------------------- | ------------------ | ---------- | ---------- | --------------- | --------------- | ---------------- | ---------------- |
| Daniel Bell                                                      | 100 m grzbietowym  | 55,53      | 37.        | → Nie awansował | → Nie awansował | → Nie awansował  | → Nie awansował  |
| Daniel Bell                                                      | 100 m motylkowym   | 53,76      | 37.        | → Nie awansował | → Nie awansował | → Nie awansował  | → Nie awansował  |
| Gareth Kean                                                      | 100 m grzbietowym  | 54,26      | 14.        | 54,00           | 13.             | → Nie awansował  | → Nie awansował  |
| Gareth Kean                                                      | 200 m grzbietowym  | 2:00,54    | 29.        | → Nie awansował | → Nie awansował | → Nie awansował  | → Nie awansował  |
| Glenn Snyders                                                    | 100 m klasycznym   | 59,78      | 5.         | 1:00,15         | 15.             | → Nie awansował  | → Nie awansował  |
| Glenn Snyders                                                    | 200 m klasycznym   | 2:10,55    | 10.        | 2:11,14         | 14.             | → Nie awansował  | → Nie awansował  |
| Matthew Stanley                                                  | 200 m dowolnym     | 1:48,19    | 18.        | → Nie awansował | → Nie awansował | → Nie awansował  | → Nie awansował  |
| Matthew Stanley                                                  | 400 m dowolnym     | 3:49,44    | 15.        |                 |                 | → Nie awansował  | → Nie awansował  |
| Dylan Dunlop-Barrett Steven Kent Andrew McMillan Matthew Stanley | 4 × 200 m dowolnym | 7:17,18    | 15.        |                 |                 | → Nie awansowali | → Nie awansowali |
| Daniel Bell Gareth Kean Carl O’Donnell Glenn Snyders             | 4 × 100 m zmiennym | 3:34,52    | 9.         |                 |                 | → Nie awansowali | → Nie awansowali |

Kobiety
| Zawodnik                                                       | Konkurencja        | Eliminacje | Eliminacje | Półfinał         | Półfinał         | Finał            | Finał            |
| Zawodnik                                                       | Konkurencja        | Czas       | Miejsce    | Czas             | Miejsce          | Czas             | Miejsce          |
| -------------------------------------------------------------- | ------------------ | ---------- | ---------- | ---------------- | ---------------- | ---------------- | ---------------- |
| Hayley Palmer                                                  | 50 m dowolnym      | 25,47      | 23.        | → Nie awansowała | → Nie awansowała | → Nie awansowała | → Nie awansowała |
| Melissa Ingram                                                 | 100 m grzbietowym  | 1:01,94    | 30.        | → Nie awansowała | → Nie awansowała | → Nie awansowała | → Nie awansowała |
| Melissa Ingram                                                 | 200 m grzbietowym  | 2:10,63    | 17.        | → Nie awansowała | → Nie awansowała | → Nie awansowała | → Nie awansowała |
| Lauren Boyle                                                   | 400 m dowolnym     | 4:03,63    | 4.         |                  |                  | 4:06,25          | 8.               |
| Lauren Boyle                                                   | 800 m dowolnym     | 8:25,91    | 5.         |                  |                  | 8:22,72          | 4.               |
| Natalie Wiegersma                                              | 200 m zmiennym     | 2:16,24    | 26.        | → Nie awansowała | → Nie awansowała | → Nie awansowała | → Nie awansowała |
| Natalie Wiegersma                                              | 400 m zmiennym     | 4:44,78    | 19.        |                  |                  | → Nie awansowała | → Nie awansowała |
| Amaka Gessler Tash Hind Penelope Marshall Hayley Palmer        | 4 × 100 m dowolnym | 3:42,55    | 14.        |                  |                  | → Nie awansowały | → Nie awansowały |
| Amaka Gessler Tash Hind Samantha Lucie-Smith Penelope Marshall | 4 × 200 m dowolnym | 7:55,92    | 11.        |                  |                  | → Nie awansowały | → Nie awansowały |

### Podnoszenie ciężarów
Mężczyźni
| Zawodnik          | Konkurencja | Rwanie | Rwanie  | Podrzut | Podrzut | Razem  | Pozycja |
| Zawodnik          | Konkurencja | Wynik  | Pozycja | Wynik   | Pozycja | Razem  | Pozycja |
| ----------------- | ----------- | ------ | ------- | ------- | ------- | ------ | ------- |
| Richard Patterson | 85 kg       | 150 kg | 14.     | 186 kg  | 14.     | 336 kg | 14.     |

### Strzelectwo
Mężczyźni
| Zawodnik    | Konkurencja | Kwalifikacje | Kwalifikacje | Finał           | Finał           |
| Zawodnik    | Konkurencja | Wynik        | Pozycja      | Wynik           | Pozycja         |
| ----------- | ----------- | ------------ | ------------ | --------------- | --------------- |
| Ryan Taylor | Kdw l 60    | 592          | 25.          | → Nie awansował | → Nie awansował |

### Taekwondo
Mężczyźni
| Zawodnicy      | Konkurencja | 1/16                     | Ćwierćfinał       | Półfinał          | Repasaż 1               | Repasaż 2         | Finał             | Finał   |
| Zawodnicy      | Konkurencja | Przeciwnicy Wynik        | Przeciwnicy Wynik | Przeciwnicy Wynik | Przeciwnicy Wynik       | Przeciwnicy Wynik | Przeciwnicy Wynik | Pozycja |
| -------------- | ----------- | ------------------------ | ----------------- | ----------------- | ----------------------- | ----------------- | ----------------- | ------- |
| Logan Campbell | 68 kg       | Hryhorij Husarow 6-10    | → Nie awansował   | → Nie awansował   | → Nie awansował         | → Nie awansował   | → Nie awansował   | 11.     |
| Vaughn Scott   | 80 kg       | Sebastián Crismanich 5-9 | → Nie awansował   | → Nie awansował   | Nesar Ahmad Bahave 6-11 | → Nie awansował   | → Nie awansował   | 7.      |

Kobiety
| Zawodnicy    | Konkurencja | 1/16              | Ćwierćfinał       | Półfinał          | Repasaż 1         | Repasaż 2         | Finał             | Finał   |
| Zawodnicy    | Konkurencja | Przeciwnicy Wynik | Przeciwnicy Wynik | Przeciwnicy Wynik | Przeciwnicy Wynik | Przeciwnicy Wynik | Przeciwnicy Wynik | Pozycja |
| ------------ | ----------- | ----------------- | ----------------- | ----------------- | ----------------- | ----------------- | ----------------- | ------- |
| Robin Cheong | 57 kg       | Hedaya Wahba 6-17 | → Nie awansowała  | → Nie awansowała  | → Nie awansowała  | → Nie awansowała  | → Nie awansowała  | 11.     |

### Tenis ziemny
Kobiety
| Zawodnik        | Konkurencja    | 1/32                        | 1/16             | 1/8              | Ćwierćfinały     | Półfinały        | Finał            | Finał         |
| Zawodnik        | Konkurencja    | Przeciwnik Wynik            | Przeciwnik Wynik | Przeciwnik Wynik | Przeciwnik Wynik | Przeciwnik Wynik | Przeciwnik Wynik | Pozycja       |
| --------------- | -------------- | --------------------------- | ---------------- | ---------------- | ---------------- | ---------------- | ---------------- | ------------- |
| Marina Erakovic | gra pojedyncza | Aleksandra Wozniak 2:6, 1:6 | → Nie awansowała | → Nie awansowała | → Nie awansowała | → Nie awansowała | → Nie awansowała | Miejsca 33-64 |

### Triathlon
Mężczyźni
| Zawodnicy      | Konkurencja | Pływanie (1,5 km) | Zmiana 1 | Jazda na rowerze (40 km) | Zmiana 2 | Bieg (10 km) | Czas    | Pozycja |
| -------------- | ----------- | ----------------- | -------- | ------------------------ | -------- | ------------ | ------- | ------- |
| Bevan Docherty | Mężczyźni   | 17:26             | 0:37     | 58:51                    | 0:29     | 31:12        | 1:48:35 | 12.     |
| Kris Gemmell   | Mężczyźni   | 17:26             | 0:37     | 58:48                    | 0:30     | 31:31        | 1:48:52 | 15.     |
| Ryan Sissons   | Mężczyźni   | 18:05             | 0:37     | 59:45                    | 0:29     | 31:31        | 1:50:27 | 33.     |

Kobiety
| Zawodnicy     | Konkurencja | Pływanie (1,5 km) | Zmiana 1 | Jazda na rowerze (40 km) | Zmiana 2 | Bieg (10 km) | Czas    | Pozycja |
| ------------- | ----------- | ----------------- | -------- | ------------------------ | -------- | ------------ | ------- | ------- |
| Andrea Hewitt | Kobiety     | 19:28             | 0:42     | 1:05:26                  | 0:30     | 34:30        | 2:00:36 | 6.      |
| Kate McIlroy  | Kobiety     | 19:31             | 0:41     | 1:05:26                  | 0:36     | 35:14        | 2:01:28 | 10.     |
| Nicky Samuels | Kobiety     | 19:46             | 0:40     | 1:07:00                  | 0:32     | 36:50        | 2:04:48 | 35.     |

### Wioślarstwo
Mężczyźni
| Zawodnik                                             | Konkurencja                  | Eliminacje | Eliminacje | Repasaże | Repasaże | Ćwierćfinał | Ćwierćfinał | Półfinał | Półfinał | Finał   | Finał   | Pozycja |
| Zawodnik                                             | Konkurencja                  | Czas       | Miejsce    | Czas     | Miejsce  | Czas        | Miejsce     | Czas     | Miejsce  | Czas    | Miejsce | Pozycja |
| ---------------------------------------------------- | ---------------------------- | ---------- | ---------- | -------- | -------- | ----------- | ----------- | -------- | -------- | ------- | ------- | ------- |
| Mahé Drysdale                                        | jedynka                      | 6:49,69    | 1.         |          |          | 6:54,86     | 1.          | 7:18,11  | 1.       | 6:57,82 | 1.(A)   | złoto   |
| Hamish Bond Eric Murray                              | dwójka bez sternika          | 6:08,50    | 1.         |          |          |             |             | 6:48,11  | 1.       | 6:16,65 | 1.(A)   | złoto   |
| Nathan Cohen Joseph Sullivan                         | dwójka podwójna              | 6:11,30    | 1.         |          |          |             |             | 6:19,79  | 2.       | 6:31,67 | 3.(A)   | złoto   |
| Peter Taylor Storm Uru                               | dwójka podwójna wagi lekkiej | 6:37,02    | 2.         |          |          |             |             | 6:37,71  | 2.       | 6:40,86 | 3.(A)   | brąz    |
| Chris Harris Sean O’Neill Jade Uru Tyson Williams    | czwórka bez sternika         | 5:51,84    | 4.         | 6:03,66  | 2.       |             |             | 6:06,36  | 4.       | 6:11,97 | 5.(B)   | 11.     |
| Michael Arms Robbie Manson John Storey Matthew Trott | czwórka podwójna             | 5:41,62    | 4.         | 5:43,82  | 1.       |             |             | 6:10,95  | 4.       | 5:58,88 | 1.(B)   | 7.      |

Kobiety
| Zawodnik                                               | Konkurencja                  | Eliminacje | Eliminacje | Repasaże | Repasaże | Ćwierćfinał | Ćwierćfinał | Półfinał | Półfinał | Finał   | Finał   | Pozycja |
| Zawodnik                                               | Konkurencja                  | Czas       | Miejsce    | Czas     | Miejsce  | Czas        | Miejsce     | Czas     | Miejsce  | Czas    | Miejsce | Pozycja |
| ------------------------------------------------------ | ---------------------------- | ---------- | ---------- | -------- | -------- | ----------- | ----------- | -------- | -------- | ------- | ------- | ------- |
| Emma Twigg                                             | jedynka                      | 7:40,24    | 1.         |          |          | 7:39,07     | 2.          | 7:46,71  | 3.       | 8:01,76 | 4.(A)   | 4.      |
| Juliette Haigh Rebecca Scown                           | dwójka bez sternika          | 7:06,93    | 2.         |          |          |             |             |          |          | 7:30,19 | 3.(A)   | brąz    |
| Fi Paterson Anna Reymer                                | dwójka podwójna              | 6:49,44    | 2.         |          |          |             |             |          |          | 7:09,82 | 5.(A)   | 5.      |
| Louise Ayling Julia Edward                             | dwójka podwójna wagi lekkiej | 7:02,78    | 3.         | 7:21,29  | 2.       |             |             | 7:15,06  | 5.       | 7:22,78 | 3.(B)   | 9.      |
| Fiona Bourke Sarah Gray Eve MacFarlane Louise Trappitt | czwórka podwójna             | 6:20,22    | 3.         | 6:48,71  | 6.       |             |             |          |          | 6:56,46 | 2.(B)   | 7.      |

### Żeglarstwo
Mężczyźni
| Zawodnik                   | Konkurencja | Wyścig | Wyścig | Wyścig | Wyścig | Wyścig | Wyścig | Wyścig | Wyścig | Wyścig | Wyścig | Wyścig | Punkty | Finałowa pozycja |
| Zawodnik                   | Konkurencja | 1      | 2      | 3      | 4      | 5      | 6      | 7      | 8      | 9      | 10     | M*     | Punkty | Finałowa pozycja |
| -------------------------- | ----------- | ------ | ------ | ------ | ------ | ------ | ------ | ------ | ------ | ------ | ------ | ------ | ------ | ---------------- |
| JP Tobin                   | RS:X        | 15     | 4      | 3      | 7      | 8      | 8      | 12     | 6      | 17     | 17     | 16     | 96     | 7.               |
| Andrew Murdoch             | Laser       | 12     | 8      | 17     | 18     | 1      | 7      | 13     | 15     | 3      | 3      | 8      | 87     | 5.               |
| Dan Slater                 | Finn        | 7      | 11     | 1      | 6      | 17     | 11     | 6      | 15     | 8      | 14     | 4      | 83     | 7.               |
| Paul Hansen Jason Saunders | 470         | 28     | 3      | 5      | 4      | 16     | 3      | 7      | 9      | 13     | 12     | 14     | 86     | 5.               |
| Hamish Pepper Jim Turner   | Star        | 15     | 7      | 1      | 13     | 6      | 5      | 9      | 8      | 8      | 9      | 4      | 70     | 5.               |

Kobiety
| Zawodniczka           | Konkurencja  | Wyścig | Wyścig | Wyścig | Wyścig | Wyścig | Wyścig | Wyścig | Wyścig | Wyścig | Wyścig | Wyścig | Punkty | Finałowa pozycja |
| Zawodniczka           | Konkurencja  | 1      | 2      | 3      | 4      | 5      | 6      | 7      | 8      | 9      | 10     | M*     | Punkty | Finałowa pozycja |
| --------------------- | ------------ | ------ | ------ | ------ | ------ | ------ | ------ | ------ | ------ | ------ | ------ | ------ | ------ | ---------------- |
| Sara Winthers         | Laser radial | 31     | 23     | 21     | 15     | 35     | 31     | 9      | 11     | 42     | 9      |        | 185    | 20.              |
| Jo Aleh Olivia Powrie | 470          | 2      | 6      | 2      | 5      | 10     | 4      | 1      | 1      | 2      | 18     | 2      | 35     | złoto            |

Elliott 6m
| Zawodniczki                              | Konkurencja | Round Robin | Round Robin | Round Robin | Round Robin | Round Robin     | Round Robin | Round Robin | Round Robin | Round Robin | Round Robin | Round Robin       | Miejsce | Faza pucharowa   | Faza pucharowa   | Faza pucharowa   | Miejsce |
| Zawodniczki                              | Konkurencja | Australia   | Dania       | Finlandia   | Francja     | Wielka Brytania | Holandia    | Portugalia  | Rosja       | Hiszpania   | Szwecja     | Stany Zjednoczone | Miejsce | Ćwierćfinał      | Półfinał         | Finał            | Miejsce |
| ---------------------------------------- | ----------- | ----------- | ----------- | ----------- | ----------- | --------------- | ----------- | ----------- | ----------- | ----------- | ----------- | ----------------- | ------- | ---------------- | ---------------- | ---------------- | ------- |
| Jenna Hansen Steph Hazard Susannah Pyatt | Elliott 6m  | 0-1         | 1-0         | 0-1         | 0-1         | 1-0             | 0-1         | 1-0         | 0-1         | 0-1         | 1-0         | 0-1               | 9.      | → Nie awansowały | → Nie awansowały | → Nie awansowały | 9.      |

Open
| Zawodnik                 | Konkurencja | Wyścig | Wyścig | Wyścig | Wyścig | Wyścig | Wyścig | Wyścig | Wyścig | Wyścig | Wyścig | Wyścig | Wyścig | Wyścig | Wyścig | Wyścig | Wyścig | Punkty | Finałowa pozycja |
| Zawodnik                 | Konkurencja | 1      | 2      | 3      | 4      | 5      | 6      | 7      | 8      | 9      | 10     | 11     | 12     | 13     | 14     | 15     | M*     | Punkty | Finałowa pozycja |
| ------------------------ | ----------- | ------ | ------ | ------ | ------ | ------ | ------ | ------ | ------ | ------ | ------ | ------ | ------ | ------ | ------ | ------ | ------ | ------ | ---------------- |
| Peter Burling Blair Tuke | 49er        | 9      | 7      | 1      | 7      | 3      | 5      | 9      | 11     | 7      | 2      | 1      | 2      | 15     | 6      | 6      | 4      | 80     | srebro           |